# 福田佑亮
福田 佑亮（ふくだ ゆうすけ、1995年12月24日 - ）は、日本の俳優、モデル、歌手。
神奈川県出身。2020年よりフリーランスで活動する。

## 略歴
中学1年生のときに母親と映画館へ行った帰りにスターダストプロモーションのスカウトを受け、同社に所属。後にEBiDANに所属する。超特急では「メインダンサー」「6号車」「元気担当」という役割で、イメージカラーは黄色となる。
2015年、TOKYO MXテレビのドラマ『ゴーストの恋』でドラマ単独主演。
2019年6月10日、膝などの体調不良により休養を発表。2020年2月29日付けで超特急を脱退、スターダストプロモーションの退社を発表した。
2021年6月28日、自身のTwitterにてインフルエンサーの@小豆と交際していることを公表した。

## 人物
趣味は映画鑑賞、特技は卓球、水泳。中学時に卓球部に所属しており水泳は小学校3年から3年間続けていた。弟、妹がいる。迷子になった弟を探して自転車で走行中交通事故にあったが奇跡的に無傷だった経験がある。
超特急では「元気担当」だが、元々すごく元気だったからではなく、発表時にまだ決めておらず、うっかり「元気担当」と言ってしまったことから。「自分がいつまでも元気でいられるように」「8号車を元気にできるように」という意味を込めて「元気担当」とのこと。自分の担当を極めるには「常に自分と闘う。」と語るなど、元気担当を迷いながら貫く姿勢がファンの心を掴んでいる。裏担当は「泣き虫」ネガティブな一面もあるらしく、つい自分を追い込んでしまうらしい。「泣いてたら前に進めないし、メンバーに迷惑とか心配をかけたくないから。泣くんだったら1人で泣いて次の日明るくいたいんです。」と語る。
元気担当を迷走していた時期に、自分のWikipediaページを見て、自分で言った言葉に「やべえ、この言葉キテる、最高にキテる」と思い、そこから迷いなく元気担当を貫いている。
大のふなっしー好きで、CDリリースイベントに参加したり、超特急の東名阪ファンミーティングツアーではふなっしーの歌を披露したりしている。グッズもたくさん所持しており、ふなっしーの公式Twitterにぬいぐるみを抱いている写真がリツイートされたこともある。
現在パオパオチャンネルの＠小豆と交際中である。
名言は「セプテンバーはノーベンバー」。

## 出演

### バラエティ番組
- ピラメキーノ ピラメキッド 第15話（2010年9月、テレビ東京）中崎 役
- 次ナルTV-G（2016年4月 - 2019年、フジテレビ） - MC [9]
- オトナヘノベル （2016年8月、NHK Eテレ）
- run for money 逃走中　（2017年8月6日）

### テレビドラマ
- そこをなんとか2 第4話（2014年8月24日、NHK BSプレミアム）ショウ 役
- 心がポキッとね 第10話（2015年6月10日、フジテレビ） - 超特急 ユースケ 役
- ゴーストの恋（2015年8月28日、TOKYO MX） - 主役・才藤直木 役[2]
- 探偵の探偵 第10話（2015年9月10日、フジテレビ）
- 警視庁いきもの係 第1話 - 第9話 エンディング映像（2017年7月9日 - 9月3日、フジテレビ） - ネコ 役[10]
- FAKE MOTION -卓球の王将-（2020年5月7日、日本テレビ） - 大久保利一 役

### 映画
- あとのまつり（2009年）トモオ 役
- 僕の初恋をキミに捧ぐ（2009年）
- ジュンとエマ（2009年）
- ある夜のできごと（2010年）加藤 役
- 地球防衛未亡人[11]（2014年）カミゴウ・ミツヲ 役
- サイドライン（2015年10月31日） - 主演・天野大悟 役[12]
- あの空の向こうに(2018年) - 湊太 役

### 朗読劇
- READING LIVE DREAM 〜2020 in October〜 朗読劇「夢の行方」（2020年10月9日 - 18日、ウッディシアター中目黒）

- 夢と希望のプロジェクト『寂寞と夕焼け』（2020年11月11日・12日・15日、上野ストアハウス）

### 舞台
- 青春歌闘劇バトリズムステージINITIO（2021年1月27日 - 31日、草月ホール） - ノボル 役

- 舞台「剣が君-残桜の舞-」再演（2021年6月2日 - 6日、こくみん共済 coopホール/スペース・ゼロ） - シグラギ 役

### CM
- 日本コカ・コーラ クリスマスハピネストラック篇（2011年）
- クレベリン (2015年)

### その他
- 『nicola』 メンズモデル（2010年 - 2014年、新潮社）[13]
- 魔法のiらんど文庫 『甘く、淫らに』 カバー表紙[14]（2012年、アスキー・メディアワークス）
- GReeeeN 「桜color」ミュージック・ビデオ（2013年）

## 作品

### シングル
| #   | 配信日         | 作品名             | 販売形態                                     | 最高順位 | 最高順位                | 収録アルバム |
| #   | 配信日         | 作品名             | 販売形態                                     | オリコン | Billboard Japan Hot 100 | 収録アルバム |
| --- | -------------- | ------------------ | -------------------------------------------- | -------- | ----------------------- | ------------ |
| 1st | 2020年10月18日 | ボクの隣は君だけさ | サブスクリプション音楽ストリーミングサービス | －       | －                      | ー           |

### 書籍
- どんどん超特急の魅力に気づいちゃう？ ロンドン・アイならぬ、超特急愛〜♡（2017年7月7日、主婦と生活社）ISBN 978-4-391-15067-4
- ユースケ パン紀行〜セボン パンを愛してる〜（2019年6月6日、主婦と生活社）ISBN 978-4-391-15330-9